# Фалфани (Арђеш)
Фалфани (рум. Fâlfani) насеље је у Румунији у округу Арђеш у општини Столничи. Oпштина се налази на надморској висини од 207 m.

## Становништво
Према подацима из 2002. године у насељу је живело 208 становника, од којих су сви румунске националности.